# 牛嶋徳太朗
牛嶋 徳太朗（うしじま とくたろう、1951年 - ）は、日本の政治学者、民族派右翼の思想家。西日本短期大学教授。専門は近代日本政治思想史。

## ファシストと青年民族派
福岡県に生まれる。早稲田大学政治経済学部卒。同大学院博士前期課程修了。早大尚史会に属し、三島由紀夫の楯の会に入ろうとするが、体力上の問題から挫折。その後、民族派学生組織の日本学生会議に参加し、機関紙『ジャスコ』の編集長の頃から、生粋のファシストとしてドイツ・ナチズムやイタリア・ファシズム肯定の強固な論陣を張る。牛嶋によればファシズムとは高度にモラリッシュな運動であり、それゆえ興味本位なナチス肯定論には徹底した批判の立場に立つ。そのファシスト的立場は、伝統的な国粋的右翼からは批判的な目で見られがちだったが、牛嶋自身は、日本では、学生時代は、存命中の橘孝三郎に師事し、薫陶を受ける。また高畠素之の国家社会主義に深い関心を示した。左翼についても、所謂右翼的先入見無しに、その在り方に理解と関心を持ち、特に新左翼の共産主義者同盟（ブント）の運動形態には対極的共感を抱き、その現われが「ファシスト・ブント」構想とされている。
1970年代前半の反「核防」（核拡散防止条約）闘争においては、牛嶋が代表となり外務省に対する批判声明を読み上げた。この反核防条約闘争こそ、民族派の右翼にとっての、新左翼の反安保闘争に匹敵するものと認識されている。

牛嶋によると、反核防闘争に結集した右翼こそが民族派であり、真に新右翼の語に値するものとされ、その後に登場した一水会のような新右翼と呼ばれる右翼を、牛嶋は新右翼としては認めておらず、一水会代表の鈴木邦男に対する倫理的な激しい批判を展開。また維新政党・新風についても批判的である。
一水会の顧問であり、元楯の会のメンバーであった阿部勉は、個人的に牛嶋の大学並びに運動上（早大尚史会以来）の先輩であり、2005年12月10日に割腹自殺した重遠社の三浦重周や元極左の牧田吉明とは親交があり、また元アナキスト革命連合（ARF）の一員で現在はアナルコ・ファシストとも評される千坂恭二とは20代の時以来の友である。
西日本短期大学では、メディアプロモーション学科の開設に携わった。

## 『東大陸』とコラボ
福岡に戻り、かねてより私的に師事していた中野正剛の東方会の機関誌『東大陸』を、玄洋社最後の社主で、中野の秘書役だった元福岡市長の進藤一馬の承認と後見を得、東方会の東方青年隊全国隊長で元人吉市長の永田正義を代表に立てて再刊する。
また欧州へ行き、ドイツの保守革命の思想史家でもあるアルミン・モーラーをはじめ、ナチス左派系のグループ、国民革命派の人たちと交流し、日本とドイツの史的状況について意見を交換する（ネオナチにはまったく興味を持たなかった）。近年は、ピエール・ドリュ＝ラ＝ロシェルやリュシアン・ルバテなどフランスのコラボ（対独協力派）に深い関心を示している。